# Amelie Hennig
Amelie Hennig (* 1998) ist eine deutsche Schauspielerin.

## Leben
Die ersten Schritte im Filmgeschäft gelangen Hennig durch das Mitwirken an den drei Kurzfilmen Lui (2016), Lucas (2017) und Dunkle Herzen (2018). 2018 folgte eine Nebenrolle in der Folge Schneeweißchen & Rosenrot der Fernsehreihe Herzkino.Märchen. 2019 war sie in fünf Episoden der Daily Soap Gute Zeiten, schlechte Zeiten in der Rolle der Matilda Menke zu sehen. Im gleichen Jahr folgten Besetzungen im Fernsehfilm Im Niemandsland sowie in einer Folge von Stralsund. 2020 folgten Rollen in SOKO Wismar und SOKO Leipzig.
Von 2015 bis 2016 besuchte Hennig die Next Generation Schauspiel Schule. 2020 besuchte sie das Lee Strasberg Theatre and Film Institute in New York. Hennig lebt in Berlin.

## Filmografie (Auswahl)
- 2016: Lui (Kurzfilm)
- 2017: Lucas (Kurzfilm)
- 2019: Dunkle Herzen (Kurzfilm)
- 2018: Herzkino.Märchen – Schneeweißchen und Rosenrot (Fernsehreihe)
- 2019: Gute Zeiten, schlechte Zeiten (Fernsehserie, 5 Episoden)
- 2019: Im Niemandsland (Fernsehfilm)
- 2020: Stralsund (Fernsehreihe, Episode 1x16)
- 2019: Leftover (Fernsehfilm)
- 2020: SOKO Wismar (Fernsehserie, Episode 17x14)
- 2020: Stralsund: Blutlinien (Fernsehfilm)
- 2020, 2023: SOKO Leipzig (Fernsehserie)
- 2021: SOKO Donau (Fernsehserie, Episode 15x05)
- 2021: Morden im Norden (Fernsehserie, Episode 7x09)
- 2021: Helen Dorn: Die letzte Rettung (Fernsehfilm)
- 2021: SOKO Potsdam (Fernsehserie, Episode 4x13)
- 2022: In aller Freundschaft (Fernsehserie, Episode Andere Pläne)
- 2022: Over & Out (Kinofilm)
- seit 2023: Tierärztin Dr. Mertens (Fernsehserie)
- 2025: In aller Freundschaft – Die jungen Ärzte (Fernsehserie, Folge Täuschung)